# Битва при Тразименському озері
Би́тва при Тразиме́нському о́зері — битва, що відбулася 24 червня 217 році до н. е. під час Другої Пунічної війни. Карфагенська армія на чолі з Ганнібалом заманила в засідку й повністю розгромила римське військо під проводом консула Гая Фламінія.

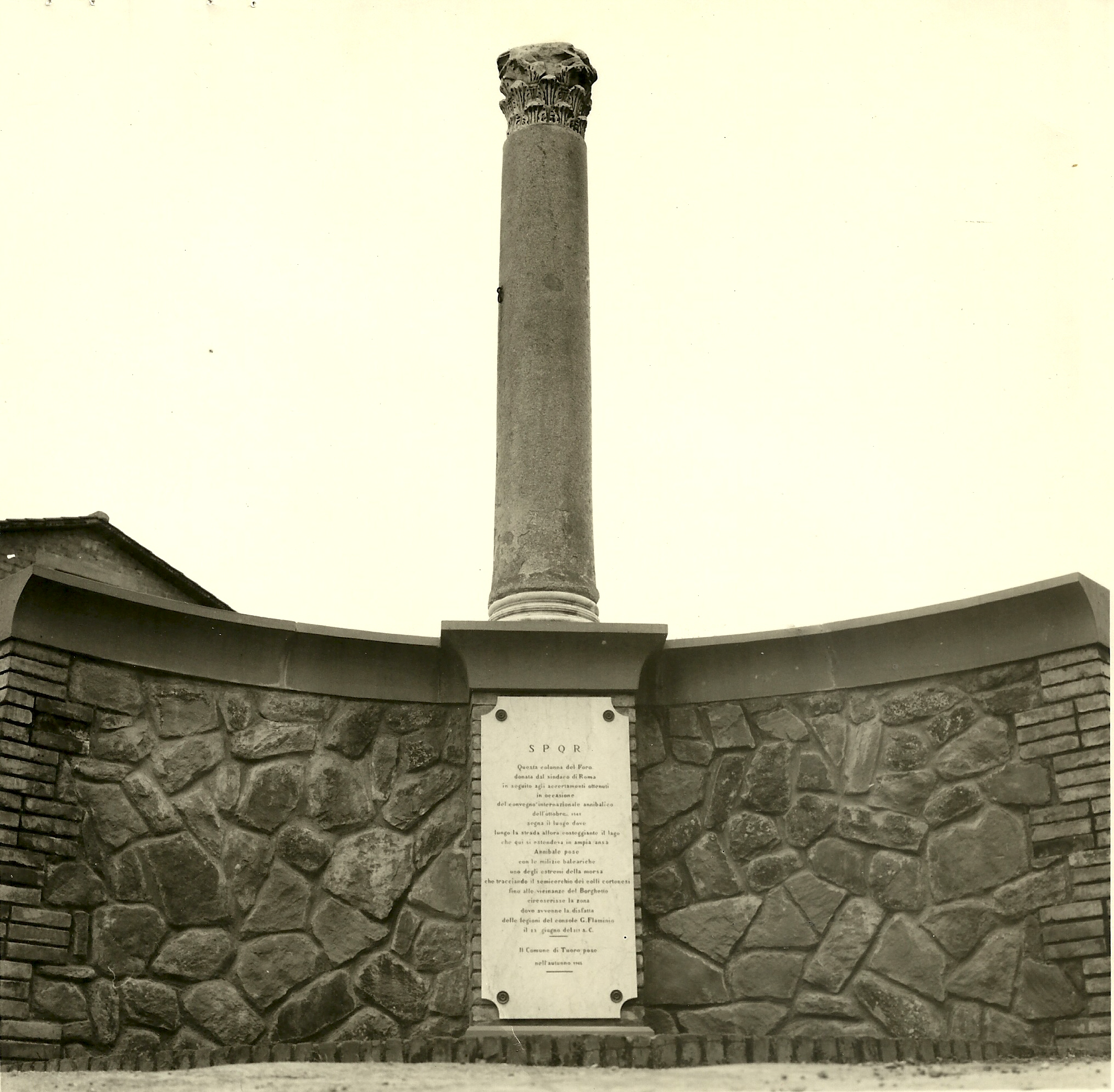
Колона, подарована містом Римом на згадку про Тразименську битву

Ганнібал намірявся знищити два легіони на чолі з Фламінієм, які переслідували його протягом походу на Етрурію, перш ніж ті би возз’єдналися з легіонами іншого консула, Гнея Сервілія Геміна. Спустившись долиною Валь-ді-К'яна в напрямку Рима, карфагенський полководець прискорив крок своїх військ і прибув на кілька годин раніше в околиці Тразименського озера. Скориставшись цим, він звернув східніше, у напрямку Перуджі, де вдало опинився в долині між крайніми схилами Кортонійських гір та озером. Ганнібал засів тут табором з важкою піхотою на пагорбі, а інші загони розташував навколишніми схилами, приховані таким чином, аби застати зненацька римське військо з флангів й оточити його.
Римський консул підійшов до берегів озера, коли сонце вже заходило, чим був змушений розбити табір і чекати наступного дня, не підозрюючи, що ворожий табір був неподалік. Їх розділяли лише невисокі пагорби Кортони, що тягнуться до озера. Наступного дня загони Ганнібала вже були готові до засідки, коли римляни на світанку почали залишати табір і, пройшовши вузький прохід між скелястим виступом і водами озера, увійшли в потоплену в тумані долину без попередньо висланих розвідників.
Карфагенське військо здобуло повну перемогу на бойовищі, навалившись на більшість римських солдат іще в строю на дні долини.
Історичні джерела повідомляють про загибель у битві консула Фламінія та значні втрати римлян, тоді як карфагенських воїнів полягло від 1500 до 2500 солдатів, здебільшого серед кельтських найманців.

## Передумови
Вибраний консулом у 217 до н.е. Гай Фламіній, герой недавніх воєн з галлами, чекав зустрічі з Ганнібалом на сильно укріплених позиціях біля міста Аррецій. Проте Ганнібал не хотів втрачати часу й сил на атаку укріплених позицій і тому рушив в обхід Арреція місцевістю, що вважалася непрохідною унаслідок розливу річки Арно. Три ночі й чотири дні йшла армія Карфагену болотами, іноді по груди у воді. Відпочивали на трупах полеглих тварин, сам Ганнібал їхав на єдиному вцілілому слоні. Проте ціль переходу була досягнута: Ганнібал обійшов позиції Фламінія і вийшов на дорогу, що вела до Риму.

## Хід битви
Дізнавшись про маневр Ганнібала, Фламіній негайно кинув усі свої сили на переслідування армії Карфагену. Удосвіта римське військо без попередньої розвідки почало втягуватися у вузьке дефіле, що утворюється північним берегом Тразименського озера й навколишніми пагорбами. Тут Ганнібалом була підготовлена засідка, і коли основні сили римлян втягнулися в долину, зі всіх пагорбів за умовним знаком Ганнібала почали спускатися карфагенські загони.
Бій, що розгорнувся, швидше був схожий на масове побоїще римлян, ніж на звичайну битву. У вузькій долині римляни не змогли розвернути своїх бойових порядків і, оточені ворогом, металися в розгубленості, багато хто кидався в озеро й тонув. Майже вся армія Фламінія і він сам загинули в цій битві. З армії чисельністю в 30 000 піхотинців і 3000 вершників 15 000 було убито, 6000 потрапило в полон, тоді як втрати карфагенян становили всього 2000 чоловік. Через декілька днів був знищений і 4-тисячний загін кінноти, який послав другий консул Гней Сервілій Гемін.
У Римі, коли туди прийшла звістка про розгром біля Тразименського озера, почалася паніка. З години на годину чекали появи ворожої армії біля воріт міста. Сенат оголосив надзвичайний стан. Квінт Фабій Максим був призначений диктатором.